# سكوت كوفي
سكوت كوفي (بالإنجليزية: Scott Coffey)‏ مواليد 1 مايو 1964 في هونولولو، الولايات المتحدة، هو ممثل ومخرج ومنتج وكاتب سيناريو أمريكي بدأ مسيرته الفنية سنة 1983.

## الأعمال
- إجازة فيريس بيولر
- وايلد ات هارت
- طريق مولهولاند
- قصص مدهشة
- جاغ

## وصلات خارجية
- سكوت كوفي على موقع IMDb (الإنجليزية)
- سكوت كوفي على موقع ألو سيني (الفرنسية)
- سكوت كوفي على موقع أول موفي (الإنجليزية)
- سكوت كوفي على موقع قاعدة بيانات الأفلام السويدية (السويدية)
- سكوت كوفي على موقع قاعدة بيانات الفيلم (الإنجليزية)
- سكوت كوفي على موقع كينوبويسك (الروسية)
- سكوت كوفي على موقع كينوبويسك (الروسية)
- الموقع الرسمي